# دوغ ستيفنسون
دوغ ستيفنسون هو لاعب هوكي الجليد كندي، ولد في 6 أبريل 1924 في ريجاينا في كندا، وتوفي في 9 نوفمبر 1975.

## وصلات خارجية
- دوغ ستيفنسون على موقع دوري الهوكي الوطني (الإنجليزية)
- دوغ ستيفنسون على موقع قاعة مشاهير الهوكي (لاعب أن.إتش.أل) (الإنجليزية)
- دوغ ستيفنسون على موقع EliteProspects.com (الإنجليزية)
- دوغ ستيفنسون على موقع HockeyDB.com (الإنجليزية)
- دوغ ستيفنسون على موقع Hockey-Reference.com (الإنجليزية)